# パーテック・コンピュータ
パーテック・コンピュータ・コーポレーション（Pertec Computer Corporation、PCC）は、かつてアメリカ合衆国カリフォルニア州チャッツワースにあったコンピュータメーカーで、フロッピーディスクドライブ、テープドライブ、計装制御、その他コンピュータ用ハードウェアなどの周辺機器の設計・製造を行っていた。旧称はペリフェラル・イクイップメント・コーポレーション(Peripheral Equipment Corporation, PEC)。
パーテック社の主力製品はハードディスクドライブとテープドライブで、IBM、シーメンス、DEC]などの主要コンピュータメーカーからOEMとして販売されていた。パーテック社は、密度800CPI(NRZI)および1600CPI(PE)の7トラックおよび9トラックテープドライブと位相エンコーディングフォーマッタの複数のモデルを製造しており、これらは多数のオリジナル機器メーカーの製品ラインのI/Oデバイスとして使用されていた。
1970年代、パーテック社はいくつかのコンピュータメーカーを買収してハードウェア業界に参入し、主にデータ処理や前処理用のミニコンピュータの製造・販売を開始した。これにより、パーテック社は2つの会社に分割された。カリフォルニア州チャッツワースを拠点とするパーテック・ペリフェラル・コーポレーション(Pertec Peripherals Corporation, PPC)と、カリフォルニア州アーバインのアームストロング・アベニュー17112番地にあったパーテック・コンピュータ・コーポレーション(Pertec Computer Corporation, PCC)である。

## MITS社との関係

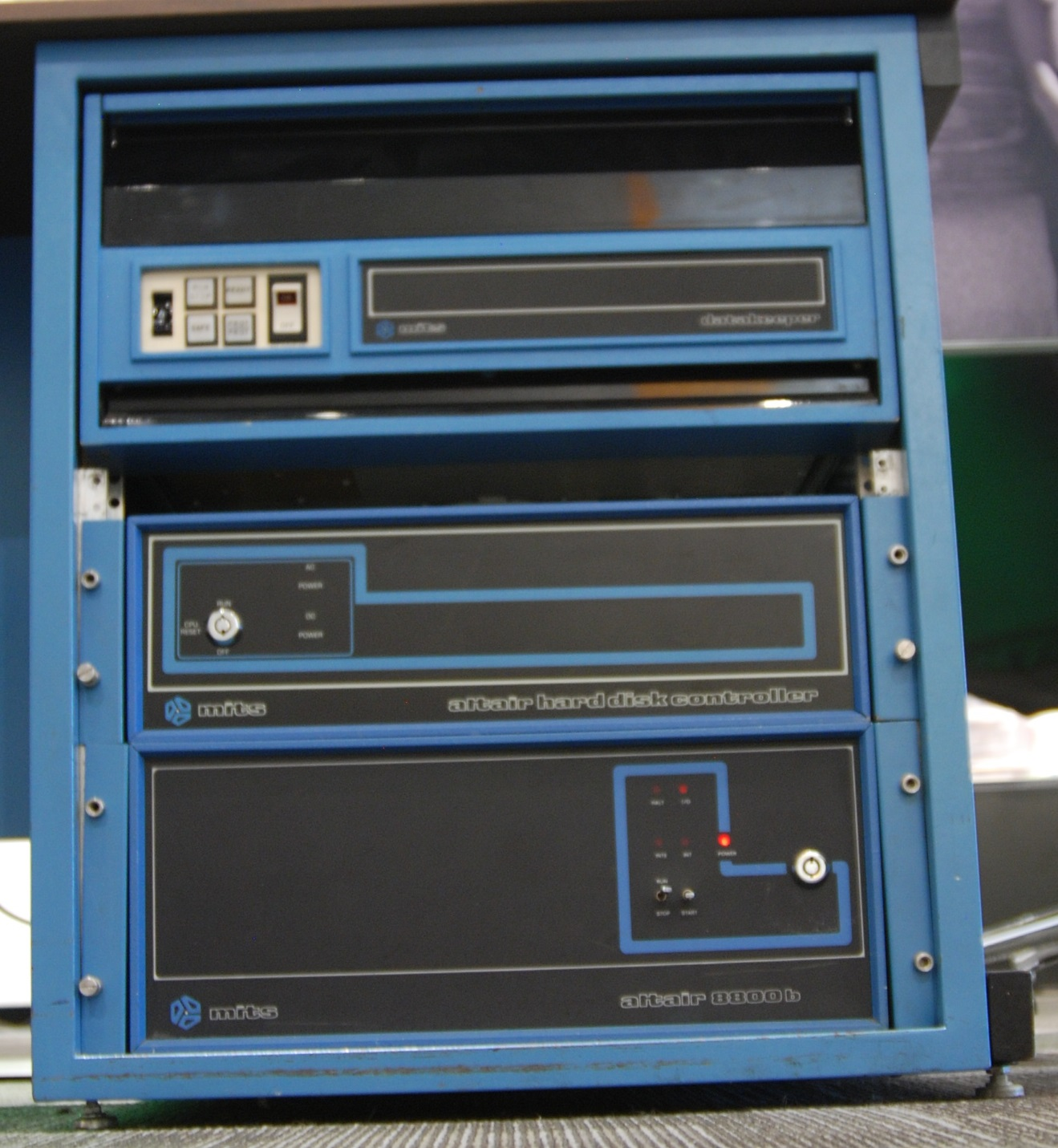
Altair 8800Bのクローズアップ。ワシントン州シアトルのリビングコンピュータ博物館収蔵。

パーテック社は1976年に、Altairシリーズを製造・販売していたMITS社を650万ドルで買収した。この買収は主に、Altair BASICのソースとライセンスを保有しようとしたのが動機だった。しかし、BASICのライセンスを持っていたのはMITS社ではなくマイクロソフトであり、これが後にマイクロソフトとの紛争の原因となる。また、同年にはマイクロ周辺機器メーカーのiCOMも買収している。これらの買収は、コンピュータの販売が、ホビイスト向けから中小企業向けへと変化することを期待してのものだった。
パーテック社は、MITS社の買収後、「現在の会社の立場をより反映し、今後の方向性を明確に示すため」に、社名をPertec CorporationからPertec Computer Corporationに変更した。
買収の結果、パーテック社はマイクロプロセッサを使用したコンピュータの製造に携わるようになった。パーテック社としての最初のモデルはAltairの拡張版である。買収以前から、Altair製品はパーテック社の既存製品であるディスクドライブ製品群と一緒に使用されることが多かった。当初の販売は好調だったが、AltairのIntel 8080は時代遅れになりつつあったため、パーテック社はMITSのブランド名とともにAltairを引退させることを決定した。
1978年、自社設計の第一弾として「PCC-2000」を発売した。これはマイクロプロセッサIntel 8085シリーズを2つ使用し、そのうちの1つを入出力制御に使用した。マシンは、内部コンソールに加えて、RS-232でシリアル接続された4台までのダム端末に対応するように設計されていた。基本構成では、1.2メガバイトを保存できる8インチフロッピードライブが2台と、パーテック社製14インチハードディスクドライブが2台の、合計22.4メガバイトのストレージが搭載されていたが、これは当時としては非常に大容量のものだった。このシステムには、MTXと呼ばれるマルチユーザー・オペレーティングシステムが搭載されており、これにはビジネスBASICに似たBASICインタプリタが含まれていた。PCC-2000ではMITS DOSやCP/Mも利用可能だった。イギリスでは、Business Operating System(BOS)も使われていた。しかし、PCC-2000は高価すぎて市場には受け入れられなかった。

## パーテック・ビジネスシステム

### Pertec/MITS 300

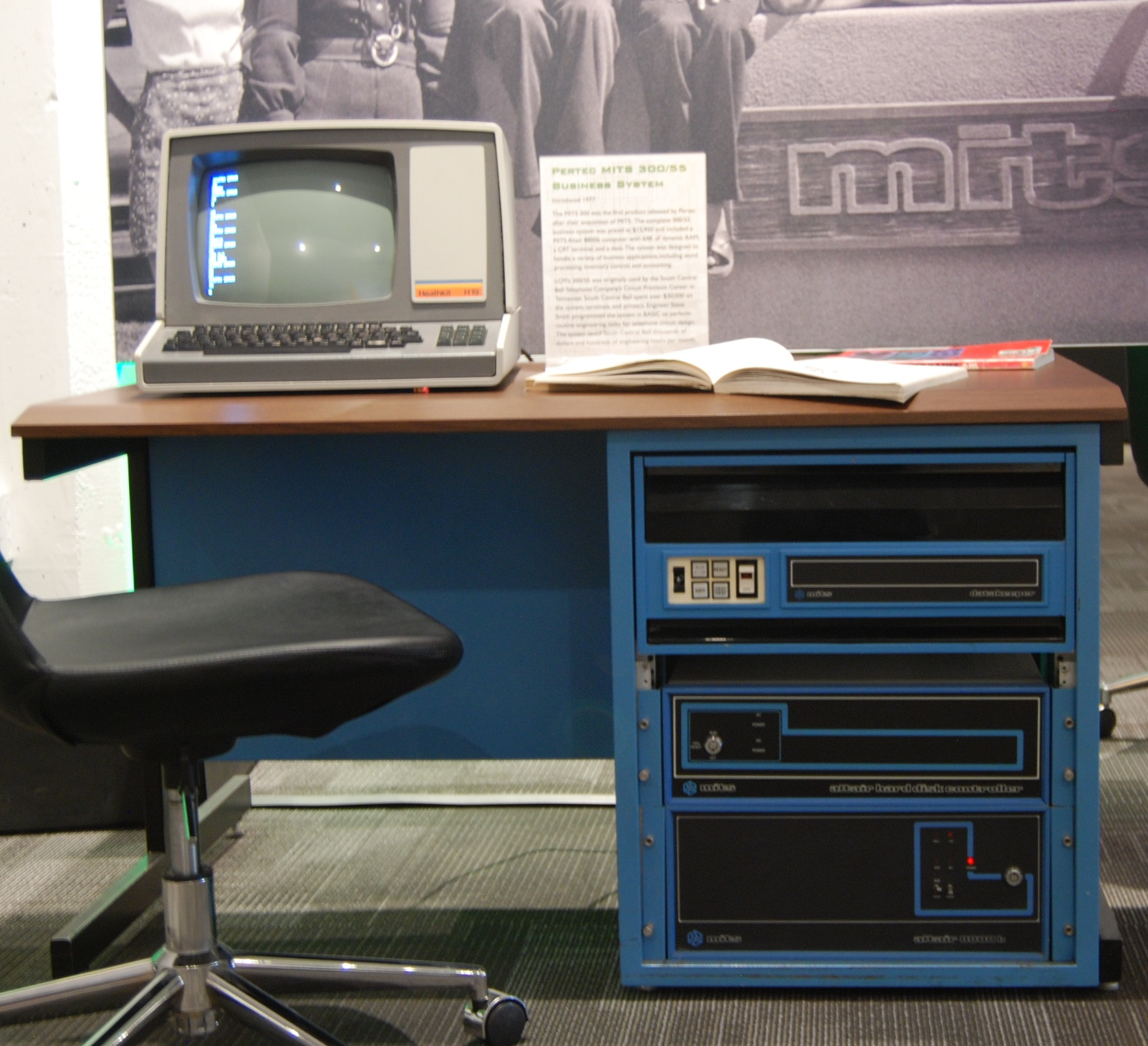
Pertec/MITS 300/55ビジネスシステム。ワシントン州シアトルのリビングコンピュータ博物館収蔵。

MITS 300は、1977年にパーテック社がMITSを買収した後の、最初の製品である。パーテック社は300/25と300/55を製造した。どちらも、1つのパッケージにハードウェアとソフトウェアの両方を含む統合システムだった。300/25はパーテック社製フロッピーディスクドライブを搭載し、300/55はそれにパーテック社の14インチハードディスク・DC-3000を追加した。システムは、MITS Altair 8800の第2世代・Altair 8800bと、ハードドライブコントローラ、MITSデータキーパーストレージシステムで構成されている。64キロバイトのDRAMを搭載したAltair 8800b、CRT端末、机からなる300/55ビジネスシステムは15,950ドルで販売された。システムは、ワープロ、在庫管理、会計などのビジネスアプリケーションで様々な処理を行うように設計されていた。このシステムは過熱しやすく、寿命が非常に短かった。
新システムでは、Altairフロッピーディスク、Altairラインプリンタ、テレタイプライター、Altair CRT端末などのMITS社の周辺機器を使用することができた。プリンタは60文字/秒、26行/分で印刷することができる双方向のMits/Altair C-700だった。

### Pertec PCC-2100
パーテック社のコンピュータ製品の主要なラインは、「キーツーディスク」(key-to-disk)と呼ばれた、IBM 360/370などのためのデータ入力機だった。この製品ラインは、1970年代前半にPertec PCC-2100が最初のものだったが、これは上述のPCC-2000とは本質的に異なる。このシステムは、最大16台の同軸端子、2台のD3000ディスクドライブ、1台のT1640テープドライブに対応していた。

### Pertec XL-40
1977年に導入されたPertec XL-40は、Pertec PCC-2100の後継機である。XL-40は、TI-3000やAMD Am2900のビットスライスで構成されたカスタム16ビットプロセッサ、最大512KBのオペレーティングメモリ、テープユニット、フロッピー、ハードディスク用の専用マスター対応DMAコントローラ、プリンタ、カードリーダ、端末から構成される。
最大構成は2つの異なるバージョンがあった。1つは T1600/T1800テープユニット（パーテック社製）4 台、フロッピーディスクユニット（IBMまたは パーテック社製）2台、D1400/D3400ハードディスクユニット（容量4.4, 8.8, 17.6 MB、パーテック社またはケネディ社製）4 台を搭載していた。もう1つは、大容量ディスクユニット2台（容量70MBまで、ケネディ社またはNEC製）、ラインプリンタ1台（DataProducts LP600、LP1200、B300、Printronix P300、P600）、同軸ケーブルで接続されたステーションプリンタ4台（Centronics）、カードリーダ1台（パーテック）、SDLC通信チャンネル4系統、専用の同軸端子30台（40x12文字のModel 4141または80x25文字のModel 4143）を搭載していた。
このシステムは主に、以前から人気のあったIBMのカードパンチや、MDS社やシンガー社などが製造したよりキーツーテープ・システムを置き換えるために、キーツーディスク操作に使用されていた。基本的なキーツーディスク機能に加えて、XLOSと呼ばれる独自のオペレーティング・システムは、データ・ジャーナリングを使用したオンライン・トランザクション処理を行うための索引編成ファイル操作に対応していた。このシステムは、2つの異なる方法でプログラムされた。データ入力は、入力レコードの形式を指定した複数のテーブルに記述され、オプションの自動データ検証手順を備えていた。索引編成ファイル操作は、IDXおよびSEQファイルに対応する特別なCOBOL方言でプログラムされていた。
システムメンテナンス操作は、保護されたスーパーバイザーモードで実行された。システムは、オペレータの選択を指定したバッチファイルを使用することで、スーパーバイザーモードでのバッチ操作に対応していた。オペレーティングシステムは、画面上の説明とデフォルトの選択を含む一連のプロンプトを介してユーザーと対話式に操作する。XL-40は、ヨーロッパでは西ドイツのトライアンフアドラー社によってTA1540としても販売された。パーテック社は後にこの会社に買収されることになる。

### Pertec 3200
パーテック社が最後に設計したコンピュータは、MC68000を使用した3200シリーズだった。OSは、自社開発のマルチタスク、マルチユーザーのOSだったが、UNIXを実行することもできた。XL40と同様に、ヨーロッパではトライアンフアドラー社がMSX 3200のモデル名で販売した（最終的には、トライアンフアドラー社から3200、3220、3230、3240の4つのモデルが販売された）。XL40に搭載されていたディスクツーキー・アプリケーションは、3200にも実装された。また、MAI Basic FourやPickオペレーティングシステムで使用されているものに似たBASIC言語駆動のデータベース・アプリケーションも搭載されていた。
3200は当時としては非常に先進的で、最大32人のユーザーの同時使用に対応し、全てユーザーがインテリジェントなZ80ベースの端末を使用し、それぞれが3200の高速同軸ケーブルに接続されたCP/Mをオプションで実行することができた。その後、ISAバスから3200の同軸インターフェースがPC用に作られ、PCを3200のスマート端末として、またはMS-DOSを実行するネットワークシステムとして使用することが可能になった。これは、小型ハードディスクのための新しい規格である「ウィンチェスター規格」に対応する最初のパーテック製品だった。

## 買収
3200の発売直後、パーテック・コンピュータ・コーポレーション(PCC)はトライアンフアドラー社に買収された。その後、PCCは1987年2月にスキャンオプティクス社に買収された。カスタムメイドCPUをベースとしたシステムからインテルやモトローラ製の既製CPUへの移行に伴い、これらのシステムの価格は劇的に下がったが、PCCのような企業は1980年代半ばにゆっくりと縮小していくか、大企業に買収された。
1970年代初頭にパーテック社が策定したPPC磁気テープ・インターフェイス規格は、急速に業界全体の規格となり、今日でもテープドライブメーカーによって使用されている。また、パーテック・ディスク・インターフェイスは、IBMのウィンチェスター技術が一般的となる1970年代以前にはディスクドライブの業界標準だった。